# مسجد الجمعة (قابالا)
مسجد الجمعة هو معلم تاريخي ومعماري من القرنين التاسع عشر والعشرين، يقع في مدينة قابالا في أذربيجان. تم إدراج المسجد ضمن قائمة المعالم التاريخية والثقافية غير المنقولة ذات الأهمية المحلية بقرار رقم 132 من مجلس الوزراء في جمهورية أذربيجان بتاريخ 2 أغسطس 2001.

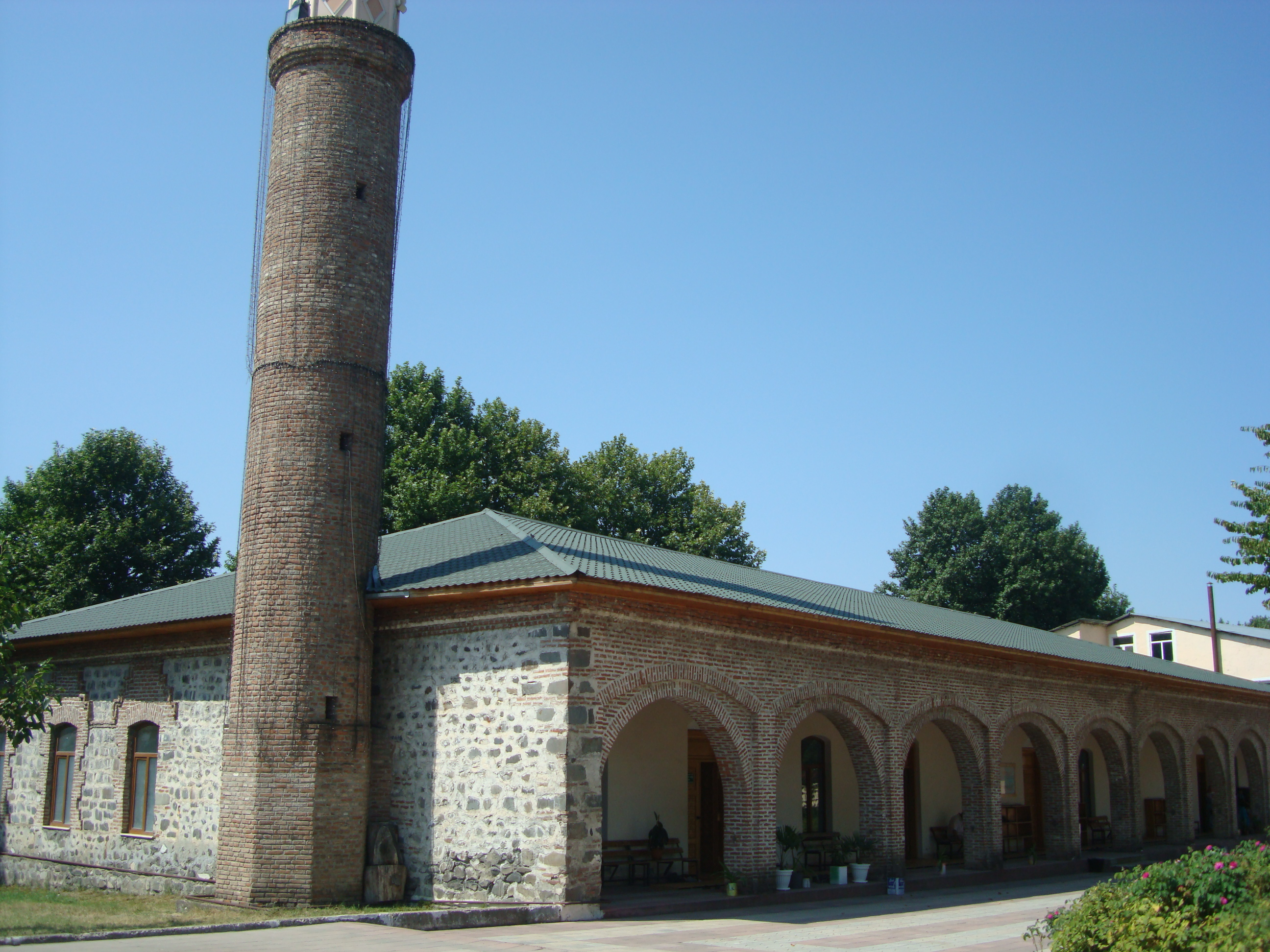

## تايخ المسجد

### البدايات الأولى
بدأ بناء مسجد الجمعة في عام 1898. تم بناء المسجد في مدينة قابالا بمساعدة السكان المحليين وبإشراف المعلم سلام من شكي. استخدمت الطوب المحروق، الأحجار النهرية، وخشب الغابات في بناء المسجد. أرسل المحسن المعروف الحاج زين العابدين طاغييف المواد الخشبية لتزيين المسجد وسقف المبنى، لدعم بنائه. كما ساهم المحسن الحاج محمد من قابالا بجمع الأموال اللازمة. وقد ساهمت إدارة القوقاز الروحية في البناء أيضًا. تبلغ مساحة المسجد الداخلية 42×20 مترًا. لا يحتوي المسجد على قبة، ومئذنته مستديرة ومبنية من الطوب المحروق. سقف المئذنة مغطى بألواح معدنية بيضاء ويأخذ شكلاً ثماني الأضلاع. سقف المسجد مغطى أيضًا بألواح معدنية بيضاء. افتتح المسجد أمام الجمهور في عام 1906.

### الاحتلال السوفيتي
بعد الاحتلال السوفيتي لأذربيجان، بدأت حملة رسمية ضد الدين في عام 1928. في ديسمبر من ذلك العام، قررت اللجنة المركزية لحزب الشيوعي الأذربيجاني تحويل العديد من المساجد والكنائس والمعابد إلى أندية لأغراض تعليمية. في عام 1917، كان هناك 3000 مسجد في أذربيجان، ولكن العدد انخفض إلى 1700 في 1927، و1369 في 1928، وإلى 17 فقط بحلول 1933.
أُغلق مسجد الجمعة في قابالا خلال هذه الفترة. تمت مصادرة جميع ممتلكاته، وأحرقت الكتب الدينية والعلمية فيه. لفترة، استُخدم المسجد لعقد جلسات المحاكم، ولاحقًا كأحد النوادي. بين عامي 1983 و1985، أجرت إدارة الإنتاج العلمي والترميم التابعة لوزارة الثقافة في جمهورية أذربيجان السوفيتية ترميمات للمسجد. بعد الترميم، أصبح المبنى مقر لمتحف تاريخ وتراث قابالا.

### بعد الاستقلال
بعد استعادة أذربيجان استقلالها، أُدرج المسجد ضمن قائمة الآثار التاريخية والثقافية الثابتة ذات الأهمية المحلية بموجب قرار رقم 132 لمجلس الوزراء بجمهورية أذربيجان في 2 أغسطس 2001.  عام 2004 تم إخلاء مبنى المسجد وإجراء تجديدات كبيرة. وفي عام 2005، أُعيد المسجد إلى المصلين. تعمل داخل المسجد حاليًا جماعة دينية مسجلة.[بحاجة لمصدر]

## وصلات خارجية
- مسجد الجمعة في قابالا / قناة خزر